# Accordion Player
Accordion Player è un cortometraggio di 2 secondi del 1888.

## Trama
Si vede un ragazzo suonare una fisarmonica davanti a una casa.